# Sooß
Sooß là một thị trấn ở huyện Baden trong bang Niederösterreich ở nước Áo. Đô thị này có diện tích 5,48 km², dân số năm 2001 là 1134 người.